# Ena lepto
«Ena lepto» (en griego: "Ένα λεπτό"; en español: "Un minuto") es el segundo sencillo promocional del álbum Ti ora tha vgoume de la cantante griega Helena Paparizou.

## Posicionamiento
| Listas              | Posiciones |
| ------------------- | ---------- |
| Greek Airplay Chart | 6          |
| iTunes Greece       | 2          |